# Torre Sujarev
La Torre Sújarev (Сухарева башня) fue un histórico edificio multiusos mandado a construir por el zar Pedro I de Rusia entre 1692 y 1701. Fue demolido en 1934 por el gobierno soviético durante la remodelación de Moscú. Se encontraba en el lugar que actualmente ocupa la intersección de la calle Srétenka y el Anillo de los Jardines.

## Historia
Pedro el Grande quiso construir la torre para conmemorar su triunfo sobre su media hermana Sofía Alekséievna en 1689, después de que el levantamiento de los Streltsí fuera aplastado. La torre recibió su nombre en honor a Lavrenti Pankrátievich Sújarev, cuyo regimiento de streltsí había apoyado al zar.

### Construcción
La torre fue construida en ladrillo entre 1692 y 1701 bajo la dirección del arquitecto Mijaíl Ivánovich Choglokov (ru) como una entrada a Moscú representativa de carácter triunfal. 
El primer piso formaba una entrada con arcos. El segundo albergaba las salas de la guardia. Originalmente estos sirvieron como cuarteles para el Regimiento de los streltsí de Sújarev, disuelto a finales del siglo XVII. En el tercer piso se encontraba la Escuela de Matemáticas y Navegación de Moscú. La escuela era parte del gran plan de Pedro I para introducir la educación occidental en Rusia. Choglokov hizo algunas remodelaciones antes de la inauguración del edificio. El conde Jacob Bruce hizo en el piso superior su observatorio astronómico, el primero en Rusia. En el cuarto piso estaba la torre del reloj y el escudo del imperio. El edificio contaba con una gran escalinata que daba acceso desde la calle al primer piso, donde una galería permitía rodear la estructura.

### La torre en la ciudad
Catalina II, la Grande cedió a los comerciantes de moscovitas el uso de las instalaciones de la torre para almacenes y tiendas.
También ordenó la construcción de un sistema de suministro de agua desde el pueblo de Mytischi hasta Moscú. El canal de agua de Mytischi construido entre 1779 y 1804, terminaba cerca de la torre para dispensar agua. Entre 1826 y 1835, el ingeniero general de división Nikolái Ivánovich Yanish (en ruso: Николай Иванович Яниш) reparó y amplió los conductos del canal Mytischi. En ese momento, se construyeron dos bombas impulsadas por motores de vapor y un depósito de hierro fundido con capacidad para 5000 (cubos) galones de agua en el segundo piso de la torre para aumentar la presión del agua. Las tuberías de la torre conducían a las fuentes en la superficie. Una de estas fuentes, llamada Sheremétev, estaba ubicada en la plaza Sújarev cerca de la torre.
El mercado de Sújarev (llamado así por la Torre), bullía alrededor del edificio en el siglo XIX. En 1921, las autoridades soviéticas convirtieron la torre en el Museo Municipal de Moscú, que luego fue el Museo de la Ciudad de Moscú, cerrando el famoso mercado de pulgas en 1925.

### Demolición
"La novia de Iván el Grande" (como solían llamar los moscovitas a la torre) fue demolida en 1934 por orden de Lázar Kaganóvich, secretario del Comité de la Ciudad de Moscú en esos años. Sucedió durante la reconstrucción de la ciudad ordenada por Stalin, que dio origen a la arquitectura estalinista. Se adujo que la torre bloqueaba el tráfico y por este motivo sería demolida.

### Posible reconstrucción
En algún momento, las autoridades de Moscú consideraron construir una réplica exacta de la torre original, si bien, aún no se ha se ha tomado ninguna decisión.